# Paul Ludwik
Paul Ludwik (* 15. Jänner 1878 in Schlan, Böhmen; † 28. Juli 1934 in Wien) war ein österreichischer Techniker und Wissenschafter im Forschungsgebiet mechanische Technologie, Materialprüfungswesen, Metallkunde.

## Leben
Paul Ludwik war der Sohn des in der österreichisch-ungarischen Monarchie bekannten Technikers Kamill Ludwik (1843–1912), der nach Tätigkeit an der Prager Maschinenbau AG (vormals Ruston & Co) Direktor der Maschinenfabrik Tedesko & Co in Schlan und ab 1882 Leiter der Prager Maschinenbau AG war. Nach der Staatsrealschule besuchte Paul Ludwik die Deutsche Technische Hochschule Prag (Studienrichtung Maschinenbau), wo er 1904 zum Doktor der Technischen Wissenschaften (Dr. techn.) promoviert wurde.
1900–1902 war er als Ingenieur und Konstrukteur bei der Prager Maschinenbau AG tätig.

## Wissenschaft
Im Jahr 1902/03 wechselte er bereits von der Praxis zur wissenschaftlichen Tätigkeit und arbeitete bei Friedrich Kick, Professor an der Lehrkanzel für Mechanische Technologie an der Technischen Hochschule in Wien, und habilitierte sich hier 1905 als Privatdozent für technologische Mechanik. 1910 wurde er an der Technischen Hochschule Wien zum Außerordentlichen Professor und im Jahr 1918 zum Ordentlichen Professor für mechanische Technologie und Materialprüfungswesen ernannt.
Seit 1913 war Paul Ludwik Mitglied der Kommission für die 2. Staatsprüfung im Fach Maschinenbau, Schiffbau und Schiffsmaschinenbau. 1921/22 war er Dekan der Maschinenbauabteilung; 1923 übernahm er auch die Leitung der Technischen Versuchsanstalt an der Technischen Hochschule.

## Anerkennung
Paul Ludwik war seit 1925 wirkliches Mitglied der Österreichischen Akademie der Wissenschaften in Wien; weiters war er fachtechnisches Mitglied des österreichischen Patentgerichtshofes und Beirat des Technischen Versuchsamtes.
Ludwik gilt als der Begründer der technologischen Mechanik. Seine Forschungen zur plastischen Verformung von Metallen beim Biegen, Walzen und Ziehen waren wegweisend. Er zeigte mit der Fließkurve wichtige Zusammenhänge zwischen Spannung und Verformung bei Zug-, Druck- und Verdrehungsbeanspruchung von Metallen.
1929 wurde ihm die Wilhelm-Exner-Medaille verliehen. 1930 erhielt er die Adolf-Ledebur-Medaille des Eisenhütteninstituts der Bergakademie Freiberg i.S.

## Sonstiges
In seinen letzten Lebensjahren war er philosophischen und naturwissenschaftlichen Studien zugeneigt.
Paul Ludwik wurde im Grab seines Vaters am Hütteldorfer Friedhof bestattet. Zur Erinnerung an ihn ist an seiner Technischen Hochschule (nunmehr: Technische Universität Wien) im Hauptgebäude ein Hörsaal nach ihm benannt (Hörsaal 11 Paul Ludwik), wo sich auch eine Gedenktafel für Paul Ludwik  als „Begründer der technologischen Mechanik (Werkstoffmechanik)“ befindet.

## Schriften
- Die Kegelprobe: Ein neues Verfahren zur Härtebestimmung von Materialien. 1908